# Бенедетто Бонфільї

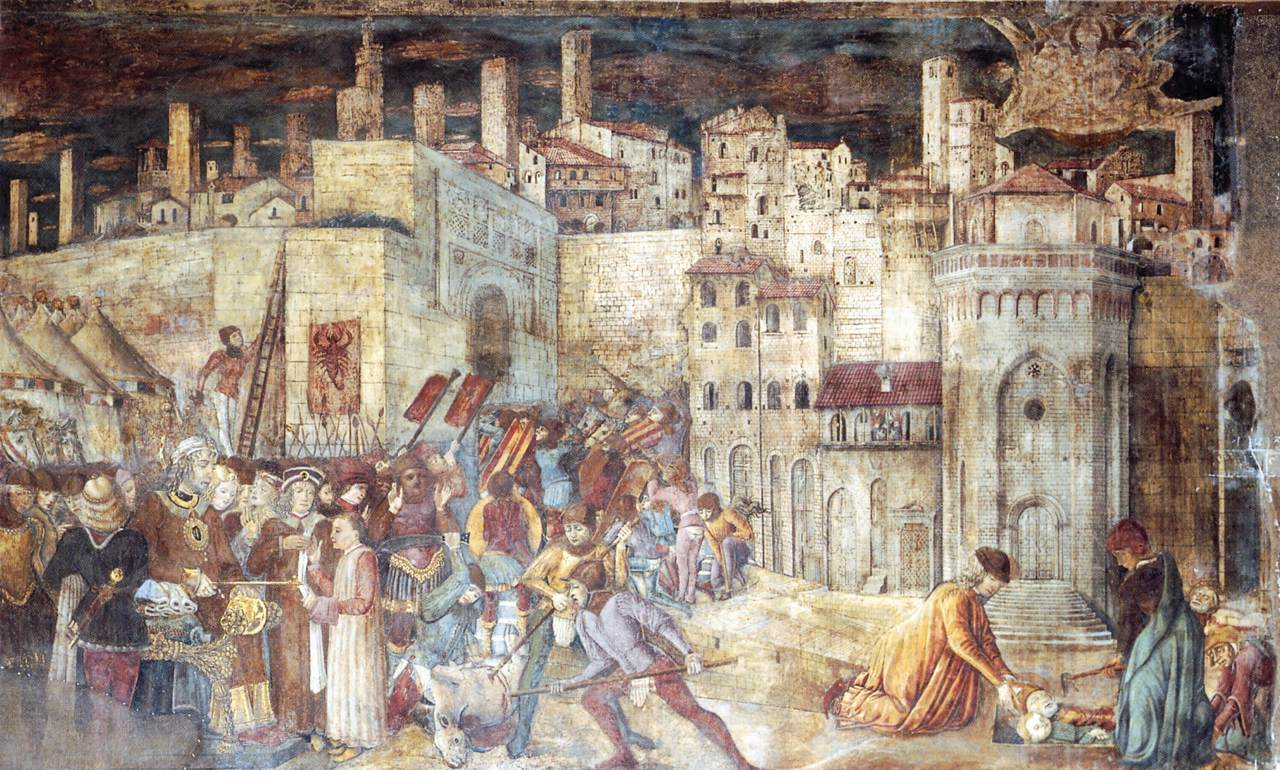
«Облога Перуджи», 1454, Палаццо Пуббліко, Перуджа

Бенеде́тто Бонфі́льї (італ. Benedetto Bonfigli; бл. 1420, Перуджа — 8 липня 1496, там само) — італійський живописець.

## Біографія
Народився у Перуджі. В період між 1430 і 1440 він навчався живопису в рідному місті, де в той час сильними були ще готичні традиції, які зіграли велику роль в становлені стилю молодого художника. В ранніх роботах Бонфільї також відчувається значний вплив творчості живописців Фра Анджеліко і Доменіко Гірландайо.
Бонфільї прожив у рідній Перуджі довге життя. Серед місцевих майстрів ніхто не займав настільки почесне місце, як він. Найбільш знаковою серед його робіт є серія фресок з життя св. Луки із Тулузи.
Художник помер в Перуджі 8 липня 1496 року.